# Оцелу (Арђеш)
Оцелу (рум. Oțelu) насеље је у Румунији у округу Арђеш у општини Беревоешти. Oпштина се налази на надморској висини од 733 m.

## Становништво
Према подацима из 2002. године у насељу је живело 97 становника, од којих су сви румунске националности.